# Grava (Cortina d'Ampezzo)
Grava (Graa in ladino) è un piccolo villaggio facente parte del comune di Cortina d'Ampezzo, in provincia di Belluno. L'altitudine media è di 1.250 m ca.

## Descrizione
Situata alle pendici del monte Pomagagnon, la località è divisa in Grava di sopra (Graa de sora) e Grava di sotto (Graa de sote). Conta solo poche abitazioni, molte delle quali sono proprietà di villeggianti, e per questo abitate prevalentemente in estate e in inverno. Grava di sopra, che può essere considerata come la prosecuzione della "salita" di Verocai, e distante solo poche centinaia di metri dalla ex piscina comunale di Guargné, è delimitatata da un fitto bosco che scende da Mietres e dal Pomagagnon, mentre Grava di sotto si spinge fino alle località di Pierosà e Cianderies.
Per l'incantevole vista sull'incombente Pomaganon e su tutta la Conca ampezzana, nonché sui monti che cingono Cortina sul lato meridionale, chiudendola a guisa di corona, a soli 2 km da Corso Italia, ma lontana dal traffico e dalla confusione del centro del paese, Grava è considerata una delle posizioni più belle e panoramicamente suggestive d'Ampezzo.
Grava di sotto è parte del sestiere di Alverà, mentre Grava di sopra di quello di Chiave, essendo le frazioni separate dal Ru de ra Ruoibes, torrente che fa da confine fra le due divisioni territoriali.

### Edifici principali

#### Cappella della Beata Vergine di Lourdes
Grava di sotto ospita, inoltre, una chiesetta dei primi del Novecento, dedicata alla Beata Vergine di Lourdes, patrona della località, meta di molti pellegrinaggi da parte delle popolazioni montane dei comuni limitrofi.

## Galleria d'immagini

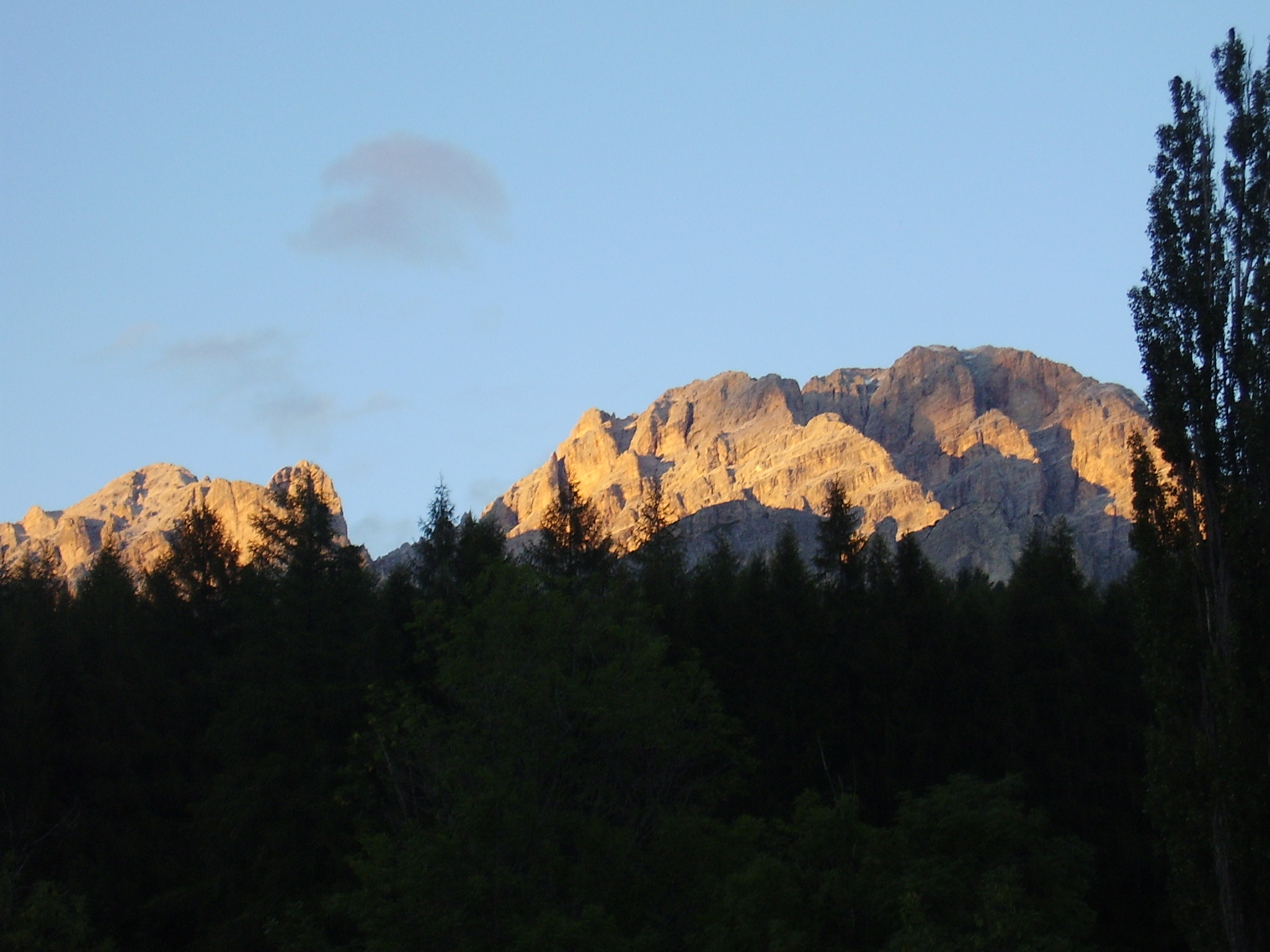
Il tramonto sul monte Cristallo, ripreso dalla località di Grava di Sotto.
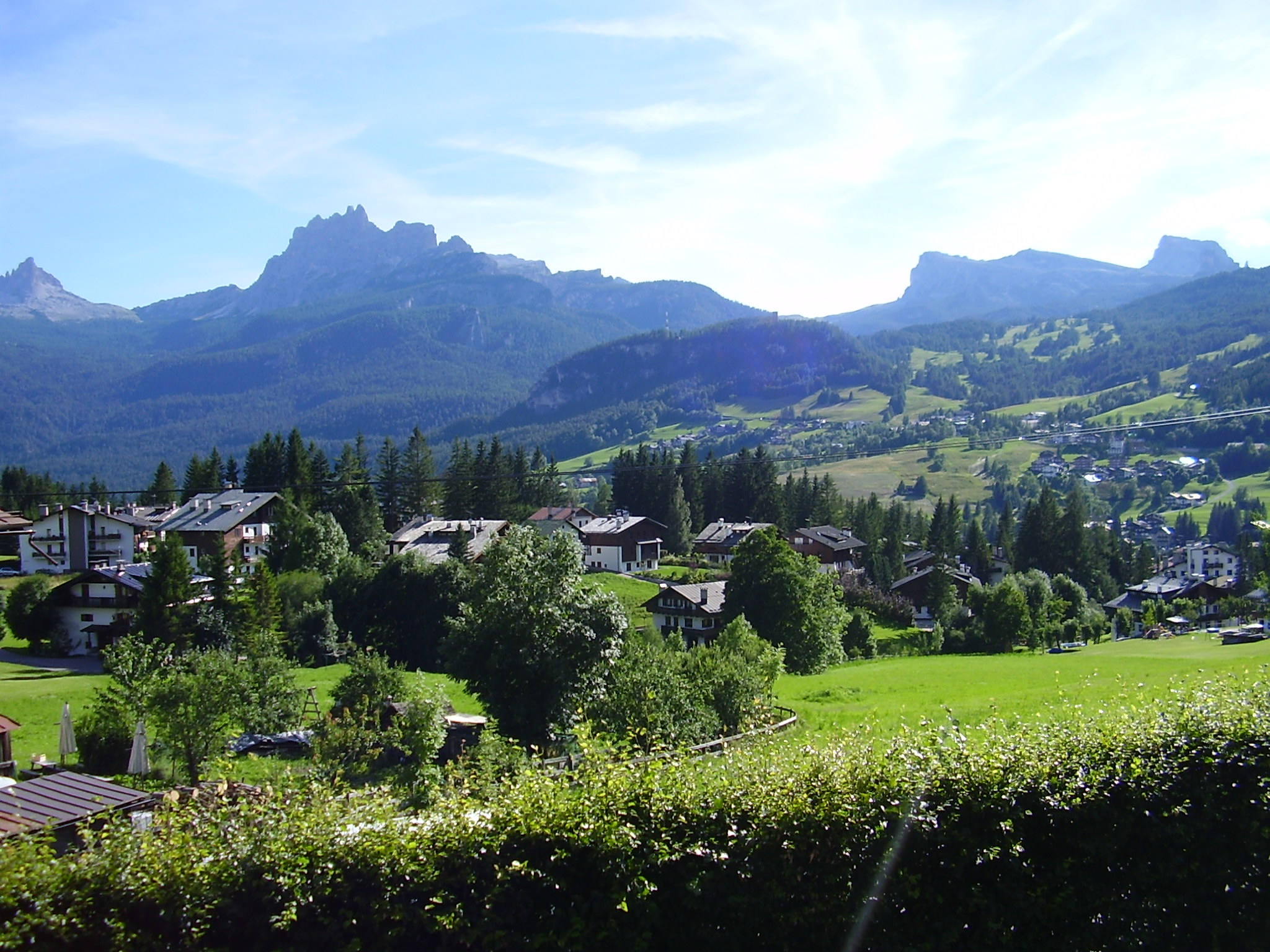
Panorama della conca ampezzana da Grava di Sotto.
Una vecchia fotografia della frazione di Grava di Sotto.
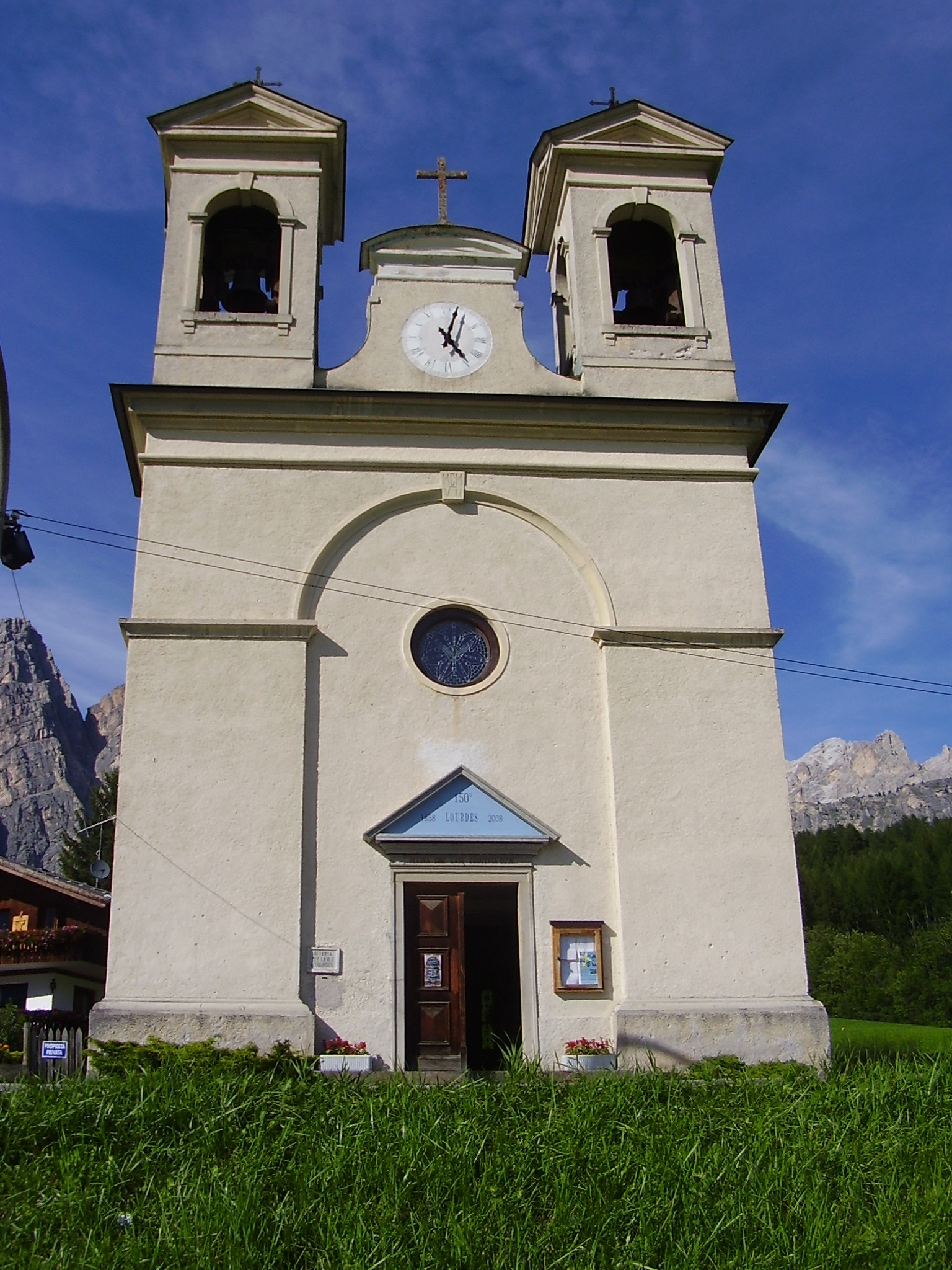
La facciata della cappella della Beata Vergine di Lourdes.